# Ita Wegman
Hendrika Maria Ita Wegman (Karawang, 22 febbraio 1876 – Arlesheim, 4 marzo 1943) è stata un medico olandese.
È conosciuta come la cofondatrice della medicina antroposofica con Rudolf Steiner. Nel 1921 ha fondato la prima clinica medica antroposofica a Arlesheim, conosciuta fino al 2014 come il Wegman Clinica Ita e successivamente come Arlesheim Klinik. Ha anche sviluppato una forma speciale di massaggio-terapia, chiamato massaggio ritmico, e altri trattamenti terapeutici.

## Biografia
Ita Wegman è nata come Maria Ita Hendrika Wegman nel 1876 in Indonesia, prima figlia di una famiglia coloniale olandese. Dopo esser già stata in Europa, vi si stabilì alla fine del XIX secolo, per studiare ginnastica e massaggio terapeutici. Nel 1902, all'età di 26 anni, incontrò Rudolf Steiner per la prima volta. Circa tre anni dopo avviava gli studi presso la scuola di medicina dell'Università di Zurigo, ove le donne non erano discriminate nello studio della medicina. Ricevette il diploma di medico nel 1911 con una specializzazione in ginecologia e aprì subito dopo un proprio ambulatorio.

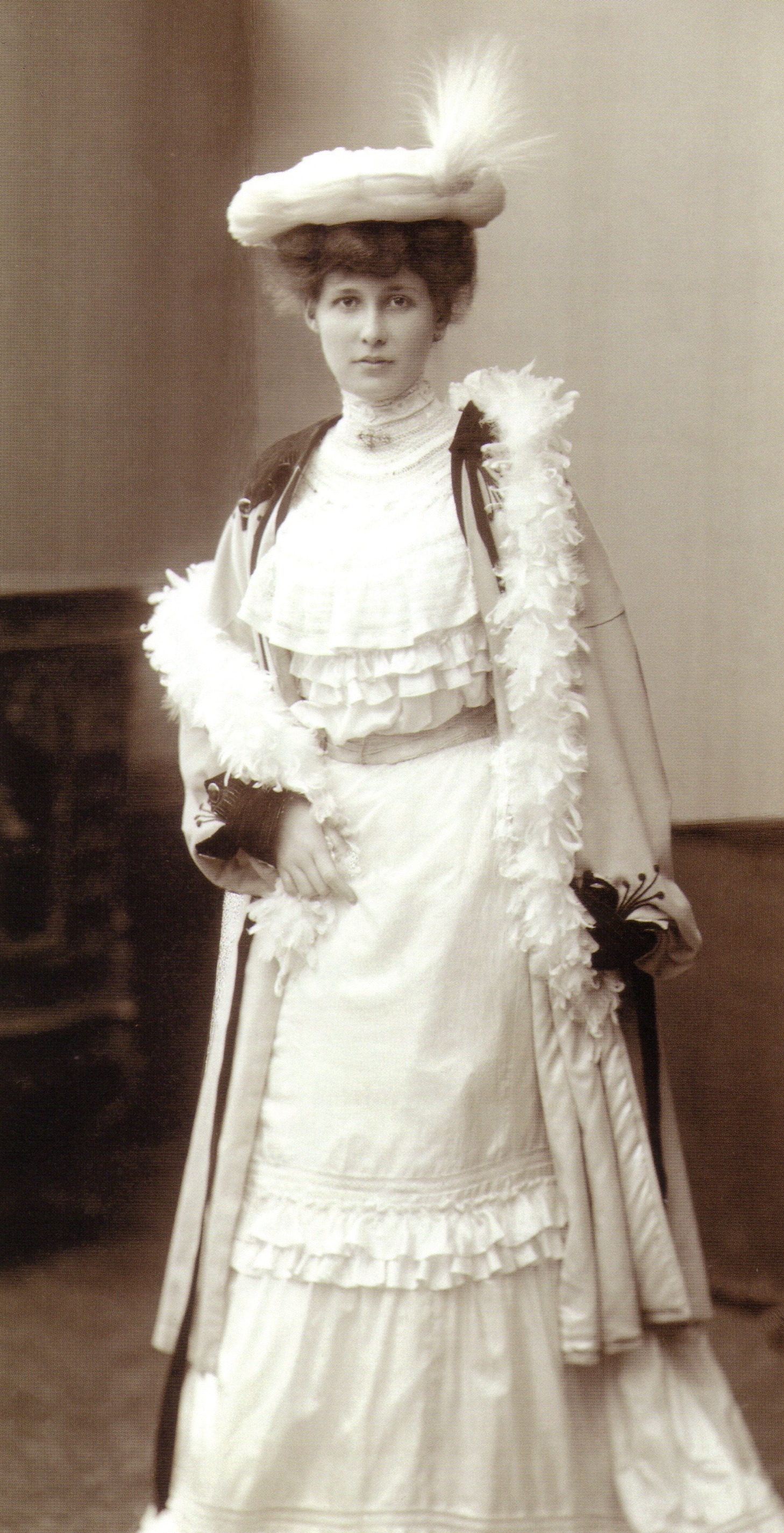
Prima del 1900 a Berlino

Nel 1917, col dar vita ad attività autonoma, sviluppò un trattamento del cancro con l'utilizzo di un estratto di vischio seguendo le indicazioni di Rudolf Steiner. Questo rimedio, chiamato Iscar, venne poi sviluppato in Iscador, ed è diventato un trattamento del cancro omologato in Germania e in un certo numero di altri paesi, oltre a essere sottoposto a sperimentazione clinica negli Stati Uniti.
Nel 1919 aprì uno studio assieme ad altri due medici donne. Nel 1920 comprò un terreno in Arlesheim, dove aprì l'anno dopo il suo ambulatorio, il "Klinisch-Therapeutisches Institut". Altri medici hanno aderito all'Istituto, che è cresciuto costantemente nel corso degli anni successivi divenendo il primo centro per la medicina antroposofica. Nel 1922 fondava una casa terapeutica per bambini con handicap, "Haus Sonnenhof", sempre a Arlesheim, cui seguì la cofondazione di un laboratorio farmaceutico, Weleda, che da allora è cresciuto fino a diventare un importante produttore di farmaci e prodotti sanitari.
In questo tempo, Rudolf Steiner propose a Ita  Wegman di aderire al Consiglio esecutivo, da poco restaurato, della Società Antroposofica con sede nel Goetheanum a Dornach, Svizzera; ella divenne così direttrice anche della Sezione Medica del centro di ricerca del Goetheanum. Assieme, Wegman e Steiner collaborarono allora a quella che sarebbe stata l'ultima opera pubblicata dal Dottor Rudolf Steiner durante la di lui esistenza: L'estensione della medicina pratica (edizioni precedenti erano state pubblicate come Fondamenti di terapia), che fornì una base teorica alla nuova medicina antroposofica che stavano sviluppando. Il libro venne portato a termine nel corso degli ultimi mesi di vita di Rudolf Steiner. Nel 1924 Ita Wegman fondò inoltre un nuovo giornale medico, Natura (sul quale pubblicò vari articoli, tra cui, importantissimo, La missione della Terra).
Nel 1936, Wegman aprì un'altra casa ad Ascona, in Svizzera. L'anno prima, su indicazione di A. Steffen era stata messa ai voti la sua espulsione dal Consiglio esecutivo della Società e Ita Wegman fu così estromessa dalle attività della Società Antroposofica; stessa sorte toccava a Elisabeth Vreede e ad altri loro amici e collaboratori. Ita Wegman è scomparsa ad Arlesheim, nel 1943, all'età di 67 anni.